# Samand Siabandow
Samand Alijewicz Siabandow (ros. Саманд Алиевич Сиабандов, ur. 7 listopada?/20 listopada 1909 we wsi Asandżan w obwodzie karskim, zm. 14 listopada 1998 w Erywaniu) – radziecki wojskowy, podpułkownik, Bohater Związku Radzieckiego (1945).

## Życiorys
Urodził się w kurdyjskiej rodzinie chłopskiej. Ukończył Leningradzki Instytut Radzieckiej Orientalistyki, od 1931 należał do WKP(b), był I sekretarzem rejonowego komitetu Komunistycznej Partii Armenii, w 1941 był słuchaczem kursów przy KC WKP(b). Od czerwca 1941 służył w Armii Czerwonej, był instruktorem wydziału politycznego dywizji piechoty, komisarzem pułku piechoty, zastępcą dowódcy pułku ds. politycznych i szefem wydziału politycznego dywizji. Walczył na Froncie Zachodnim, Briańskim, Białoruskim, 1, 2 i 3 Białoruskim, 29 lipca 1943 otrzymał stopień podpułkownika, był dwukrotnie ranny. Brał udział w walkach nad Desną, obronie Tuły, kontrnatarciu pod Moskwą i wyzwoleniu Szczołkina, Jasnej Polany i Wysokowska w 1941, wyzwoleniu Juchnowa i walkach nad Żyzdrą 1942/1943, wyzwoleniu Briańska, Poczepa, Unieczy, Homla, forsowaniu Desny, Soża, Dniepru i operacji rzeczycko-żłobińskiej w 1943, operacji białoruskiej, m.in. wyzwoleniu Bobrujska, Osipowicz i Baranowicz, zajmowaniu Polski, m.in. forsowaniu Narwi w 1944, w operacji wschodniopruskiej, m.in. w zajęciu Neidenburg (obecnie Nidzica) 20 stycznia 1945 oraz Olsztyna i w walkach nad Bałtykiem w 1945. 7 września 1944 jako zastępca dowódcy 755 pułku piechoty ds. politycznych wyróżnił się przy forsowaniu Narwi, gdzie na lewym brzegu rzeki w rejonie miasta Różan, gdzie kierował odpieraniem kontrataków wroga. W 1945 został przeniesiony do rezerwy, od lutego 1946 był deputowanym do Rady Najwyższej ZSRR, a w maju 1946 został I sekretarzem rejonowego komitetu Komunistycznej Partii (bolszewików) Armenii, w 1950 ukończył Wyższą Szkołę Partyjną przy KC WKP(b). Pracował w Ministerstwie Gospodarki Rolnej Armeńskiej SRR jako szef wydziału kadr i wiceminister (od 1952), w 1965 zaocznie ukończył Erywański Instytut Rolniczy, był także deputowanym do Rady Najwyższej Armeńskiej SRR. Był autorem opublikowanego w 1957 słownika ormiańsko-kurdyjskiego. Wydał też dwa tomy poezji w języku kurdyjskim (w 1959 i 1966).

## Odznaczenia
- Złota Gwiazda Bohatera Związku Radzieckiego (24 marca 1945)
- Order Lenina (24 marca 1945)
- Order Czerwonego Sztandaru (dwukrotnie – 1 sierpnia 1943 i 27 lipca 1944)
- Order Wojny Ojczyźnianej I klasy (dwukrotnie – 19 lutego 1945 i 11 marca 1985)
- Order Wojny Ojczyźnianej II klasy (30 listopada 1943)
- Order Czerwonej Gwiazdy (9 lipca 1942)
- Order „Znak Honoru” (dwukrotnie – 23 czerwca 1966 i 27 sierpnia 1971)
- Medal „Za Odwagę” (22 stycznia 1942)
- Medal „Za pracowniczą dzielność” (23 listopada 1940)

I inne.